# Croton araracuarae
Espèce
Croton araracuarae est une espèce de plantes à fleurs du genre Croton et de la famille des Euphorbiaceae, présente au sud est de la Colombie.